# Briańsk Północny
Briańsk Północny (ros. Брянск-Северный) – węzłowa stacja kolejowa w miejscowości Koziołkino, w rejonie briańskim, w obwodzie briańskim, w Rosji. Węzeł linii Briańsk – Wiaźma z kolejową obwodnicą Briańska.